# U-637
U-637 je bila nemška vojaška podmornica Kriegsmarine, ki je bila dejavna med drugo svetovno vojno.

## Zgodovina
9. maja 1945 se je podmornica predala v Stavangerju. V sklopu operacije Deadlight je bila nato poslana v Loch Ryan. 21. decembra 1945 se je potopila med vleko na kraj namerne potopitve.

## Poveljniki
| Poveljniki |                                    |                         |                                     |
| Št.        | Čin                                | Ime                     | Poveljstvo                          |
| 1.         | Kapitanporočnik (Kapitänleutnant)  | Max Bernd Dieterich     | 27. avgust 1942 - 22. februar 1943  |
| 2.         | Kapitanporočnik (Kapitänleutnant)  | Günther Zedelius        | 23. februar 1943 - 20. julij 1944   |
| 3.         | Nadporočnik (Oberleutnant zur See) | Fritz Fabricius         | 21. julij 1944 - 30. september 1944 |
| 4.         | Kapitanporočnik (Kapitänleutnant)  | Wolfgang Riekeberg      | 1. oktober 1944 - 26. april 1945    |
| 5.         | Nadporočnik (Oberleutnant zur See) | Walther Ehrhardt (v.d.) | januar 1945 - januar 1945           |
| 6.         | Nadporočnik (Oberleutnant zur See) | Klaus Weber             | 27. april 1945 - 8. maj 1945        |

## Tehnični podatki
| Kategorije                                    | Podatki                       |
| --------------------------------------------- | ----------------------------- |
| Teža (t): na površju pod površjem polna Teža  | 769 871 1.070                 |
| Dolžina (m) - tlačni trup (m)                 | 67,10 - 50,50                 |
| Širina (m) - tlačni trup (m)                  | 6,20 - 4,70                   |
| Izpodriv (m)                                  | 4,74                          |
| Višina (m)                                    | 9,6                           |
| Moč (hp): na površju pod podvršjem            | 3.200 750                     |
| Hitrost (vozlov): na površju pod podvršjem    | 17,7 7,6                      |
| Doseg (milja/vozel): na površju pod podvršjem | 8.500/10 80/4                 |
| Torpeda/Torpedne cevi                         | 14/5 (4 na premcu, 1 na krmi) |
| Krovni top (mm)                               | 88                            |
| Mine                                          | 26 TMA                        |
| Posadka                                       | 44-52                         |
| Maksimalni potop (m)                          | 220                           |